# Arthur Lee Dixon
Arthur Lee Dixon   (Pickering, 27 de novembre de 1867 - Sandgate, 20 de febrer de 1955) va ser un matemàtic anglès.

## Vida i obra
Dixon, fill d'un pastor metodista i germà del també matemàtic Alfred Cardew Dixon, va ser educat a l'escola metodista Kingswood School de Bath i va fer els estudis universitaris en matemàtiques al Worcester College de la universitat d'Oxford. De 1891 a 1922 va ser fellow del Merton College (Oxford) i el 1922 va ser nomenat catedràtic Waynflete de matemàtiques pures de la universitat d'Oxford substituint Edwin Bailey Elliott en el càrrec.
La obra de Dixon es limita a una quarantena d'articles publicats entre 1893 i 1947 sobre aplicacions de l'àlgebra a la geometria, funcions el·líptiques i hiperel·líptiques, superfícies cúbiques i teoria analítica de nombres.
Dixon va ser una persona amb molt diversos interessos intel·lectuals més enllà de les matemàtiques, i va ser nomenat fellow de la Royal Society el 1912 i president de la Societat Matemàtica de Londres els anys 1924 i 1925.